# Dorsal (estación)
Dorsal es una estación ferroviaria que forma parte de la Línea 2 del Metro de Santiago de Chile. Se encuentra subterránea, entre las estaciones Zapadores y Einstein. Se ubica en Avenida Recoleta con Avenida Dorsal, en la comuna de Recoleta.

## Características y entorno
Dorsal fue entregada para su uso al público en diciembre de 2006. La estación posee una afluencia diaria promedio de 12 034 pasajeros.
Posee un mural hecho de mosaico en cerámica, obra de la artista Jennifer Díaz, instalado en el acceso a la estación en la superficie. Este fue elegido por los propios vecinos y usuarios de metro mediante votación, iniciativa impulsada por Metro de Santiago en conjunto con la Ilustre Municipalidad de Recoleta. Esta obra fue inaugurada el 3 de mayo del 2017, y actualmente luce engalanando la estación.

### Accesos
| Acceso | Intersección                |
| ------ | --------------------------- |
| A      | Av. Recoleta con Av. Dorsal |

## Origen etimológico
Su nombre proviene de la Avenida Dorsal, cuya intersección vial con Avenida Recoleta se ubica justo sobre la estación.

## Galería

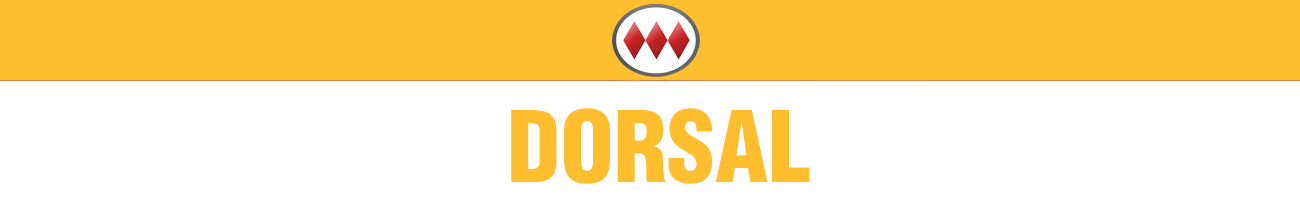
Cenefa utilizada actualmente en los andenes.
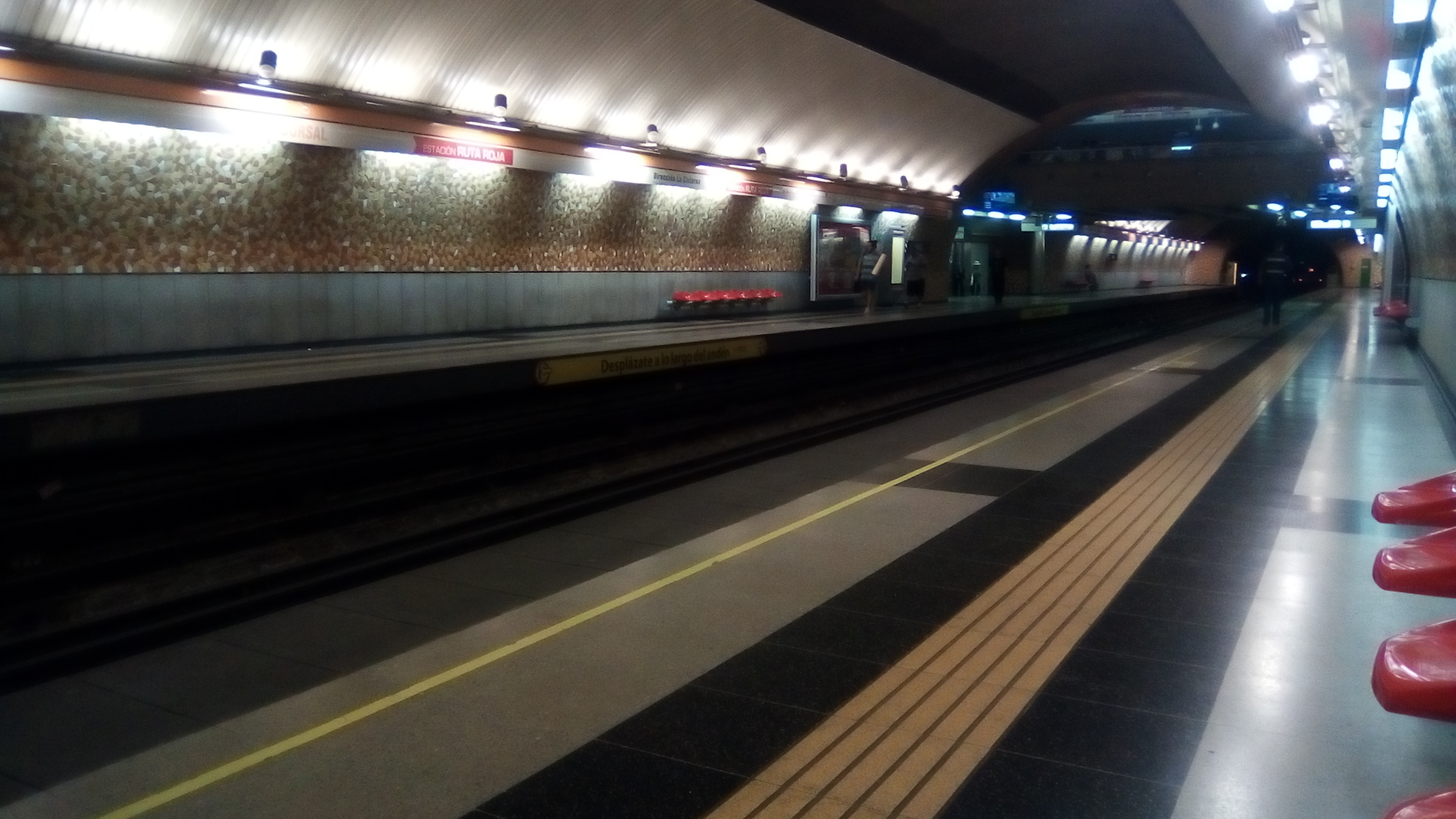
Andenes de la estación.

## Conexión con Red Metropolitana de Movilidad
La estación posee 5 paraderos de la Red Metropolitana de Movilidad en sus alrededores, los cuales corresponden a:
| Paradero/ Código                 | Recorridos                                                                    |
| -------------------------------- | ----------------------------------------------------------------------------- |
| Parada 1 / Metro Dorsal (PB305)  | 203 (La Pintana) - 203n (La Pintana) - 208 (Centro) - C18 (Fin del recorrido) |
| Parada 2 / Metro Dorsal (PB328)  | 203 (Av. Recoleta) - 203n (Huechuraba) - 208 (Huechuraba)                     |
| Parada 3 / Metro Dorsal (PB44)   | 101 (Recoleta) - 107 (Ciudad Empresarial) - 107c (Ciudad Empresarial)         |
| Parada 4 / Metro Dorsal (PB7)    | 101 (Cerrillos) - 107 (Av. Departamental) - 107c (Plaza Renca)                |
| Parada 6 / Metro Dorsal (PB1613) | B15 (El Salto) - B22 (Palacio Riesco) - C18 (Metro Escuela Militar)           |